# منظمة التنمية السورية
منظمة التنمية السورية (كان يطلق عليها اسم الأمانة السورية للتنمية) هي مؤسسة سورية غير حكومية وغير ربحية تعمل من اجل تمكين المجتمعات الأفراد إضافة إلى إشراكهم في الأعمال التنموية حتى يستطيعوا أداء دورهم الكامل في بناء المجتمع وصياغة المستقبل. إضافة إلى ذلك فهي تحتضن المبادرات المجتمعية وتؤسس لشراكات مع الأفراد ومنظمات المجتمع المدني لدعم القضايا التنموية ودعم دور المجتمع المدني في التخطيط وصناعة القرارات إضافة إلى تشجيع ريادة الأعمال ودعم المواطنة الفاعلة والثقافة التطوعية عدى عن بناء المعرفة والقدرات وتشاركها مع الأفراد وباقي منظمات المجتمع المدني. كما أنها تشجع جميع شركاءها لامتلاك برامج الأمانة.

## التأسيس
في البدء تاسس "الصندوق السوري لتنمية الريف - فردوس" كمؤسسسة غير حكومية في 15 تموز / يوليو 2001 وفي نيسان / أبريل من العام 2007 حصلت "الأمانة السورية للتنمية" على الترخيص القانوني من وزارة الشؤون الإجتماعية والعمل وأصبح مشروع فردوس أحد مشاريعها. وبعد سقوط نظام الأسد تم تعديل اسم المنظمة إلى "منظمة التنمية السورية".